# Río Grande (Morovis)
Río Grande es un barrio ubicado en el municipio de Morovis en el estado libre asociado de Puerto Rico. En el Censo de 2010 tenía una población de 594 habitantes y una densidad poblacional de 77,69 personas por km².

## Geografía
Río Grande se encuentra ubicado en las coordenadas 18°17′45″N 66°24′38″O / 18.29583, -66.41056. Según la Oficina del Censo de los Estados Unidos, Río Grande tiene una superficie total de 7.65 km², de la cual 7.64 km² corresponden a tierra firme y (0.03%) 0 km² es agua.

## Demografía
Según el censo de 2010, había 594 personas residiendo en Río Grande. La densidad de población era de 77,69 hab./km². De los 594 habitantes, Río Grande estaba compuesto por el 88.38% blancos, el 3.2% eran afroamericanos, el 0.51% eran amerindios, el 5.56% eran de otras razas y el 2.36% pertenecían a dos o más razas. Del total de la población el 99.66% eran hispanos o latinos de cualquier raza.